# Lise Lotte Lohmann
Lise Lotte Lohmann (* 18. April 1956 in Odense) ist eine dänische Schauspielerin.

## Leben
Lise Lotte Lohmann wuchs in Odense auf, wo sie bis heute lebt. Sie ist die Tochter von Johannes Lohmann (1919–2002) und dessen Frau Edith Rasmussen (1920–1979). Ihr Bruder ist der Schauspieler Lars Lohmann und ihr Neffe ist der Schauspieler Jacob Lohmann.
Sie absolvierte ihre Schauspielausbildung von 1978 bis 1981 an der Schauspielschule des Odense Teater, wo sie auch ihr Bühnendebüt als Darstellerin hatte und anschließend bis 1986 als festes Ensemblemitglied engagiert war. Seit 1989 hat sie als Schauspielerin vor der Kamera in mehreren Filmen und Fernsehserien mitgewirkt.

## Filmografie (Auswahl)
- 1991: Der schöne Badetag
- 2002: Slim Slam Slum
- 2005: Der Adler – Die Spur des Verbrechens (Fernsehserie, 1 Folge)
- 2008: Sommer (Fernsehserie, 1 Folge)